# Sliding Doors
Sliding Doors is een film uit 1998, geschreven en geregisseerd door Peter Howitt. De hoofdrollen zijn voor Gwyneth Paltrow (Helen), John Lynch (Gerry) en John Hannah (James).
De structuur en verhaal van de plot is ontleend aan Krzysztof Kieślowski's Przypadek (Engelse titel: "Blind Chance"). De soundtrack van de film, Turn Back Time, werd verzorgd door de Deense band Aqua.
De film kreeg een BAFTA-nominatie voor beste Britse film.

## Verhaal
De film begint met hoe Helen uit haar baan als PR-persoon wordt ontslagen. Ze gaat naar huis, en als ze naar het station gaat haalt ze in eerste instantie wel de trein, maar in een alternatieve versie haalt ze de trein net niet, en moet ze wachten.
De film laat daarna zien hoe haar leven door dit kleine incident geheel anders verloopt: als ze de trein wel haalt ontmoet ze James, maar vindt ze thuis haar vriend Gerry in bed met een ander. Zij verlaat hem, en begint een nieuw leven. Ze ziet James steeds vaker en uiteindelijk worden ze verliefd op elkaar, ondanks Helens reserveringen door haar ervaring met Gerry. Ze raakt zwanger van James maar ziet hem met een andere vrouw en verneemt uiteindelijk dat hij getrouwd is. Ze rent woedend en verdrietig weg maar James gaat haar achterna en legt haar uit dat hij in een scheiding verwikkeld is en dat hij voor zijn terminaal zieke moeder met zijn ex de schijn van het huwelijk nog ophoudt. Uiteindelijk maken ze het weer goed maar kort daarna wordt Helen aangereden.
In het verhaal waar ze de trein niet haalt wordt ze beroofd, en gaat ze verslagen naar huis waar ze haar vriend onder de douche vindt, en alhoewel er aanwijzingen zijn voor wat er gebeurd is/gaande is blijft ze bij hem en probeert haar leven weer bij elkaar te rapen. De affaire gaat derhalve achter Helens rug door met als gevolg dat beide vrouwen zwanger raken van Gerry. Uiteindelijk ontdekt Helen het bedrog maar in haar woede kijkt ze niet goed uit en valt ze van de trap.
In beide tijdlijnen wordt Helen in coma naar het ziekenhuis gebracht, en verliest ze haar baby. In de James-tijdlijn overlijdt ze in het bijzijn van James. In de Gerry-tijdlijn ontwaakt ze en vertelt Gerry direct dat hij weg moet gaan. Wanneer ze het ziekenhuis verlaat ontmoet ze daar in de lift... James die net bij zijn zieke moeder langs was geweest. De twee raken in gesprek en de film eindigt, in het midden latend of het toeval of noodlot was dat de twee samen bracht.

## Rolverdeling
| Acteur               | Personage       |
| -------------------- | --------------- |
| Gwyneth Paltrow      | Helen Quilley   |
| John Hannah          | James Hammerton |
| John Lynch           | Gerry           |
| Jeanne Tripplehorn   | Lydia           |
| Zara Turner          | Anna            |
| Douglas McFerran     | Russell         |
| Paul Brightwell      | Clive           |
| Nina Young           | Claudia         |
| Virginia McKenna     | Mrs. Hammerton  |
| Kevin McNally        | Paul            |
| Christopher Villiers | Steve           |